# Сюрда
Сюрда́ (тат. Сөрде) — село в Арском районе Республики Татарстан, в составе Новокинерского сельского поселения.

## География
Село находится на правом притоке реки Ашит, в 44 км к северо-западу от районного центра, города Арска.

## История
Село основано выходцами из деревни Пичментау во второй половине XVIII века. В дореволюционных источниках упоминается также под названиями Бигашевский Починок, Ясашная Сердобряшка.
В XVIII – первой половине XIX веков жители относились к категории государственных крестьян. Основные занятия жителей в этот период – земледелие и скотоводство, были распространены ичижный, плотничный, лесной и печной промыслы.
В «Списке населенных мест по сведениям 1859 года», изданном в 1866 году, населённый пункт упомянут как казённая деревня Новая Сердобрашка 2-го стана Казанского уезда Казанской губернии. Располагалась при безымянном ручье, на большом торговом тракте из Казани в Уржум, в 77 верстах от губернского города Казани и в 37 верстах от становой квартиры в заштатном городе Арске. В деревне в 71 дворе жили 476 человек (235 мужчин и 241 женщина). Были мечеть и китаичная фабрика.
В том же «Списке населенных мест по сведениям 1859 года», отдельно упомянут казённый починок Бигашевский, учитывавшийся к началу XX века вместе с Сюрдой. Располагался при родниках, по правую сторону большого торгового тракта из Казани в Уржум. В починке в 33 дворах жили 212 человек (111 мужчин и 101 женщина).
В начале XX века в селе функционировали 2 мечети, ветряная мельница, кузница, 6 мелочных лавок. В этот период земельный надел сельской общины составлял 2034,3 десятины.
В 1931 году в селе организован колхоз «Комбайн».
До 1920 года село входило в Мамсинскую волость Казанского уезда Казанской губернии. С 1920 года в составе Арского кантона ТАССР. С 10 августа 1930 года в Тукаевском, с 10 февраля 1935 года в Кзыл-Юлском (с 18 июля 1956 года — Тукаевский), с 1 февраля 1963 года в Арском районах.

## Население
| 1782 | 1859       | 1897 | 1908 | 1920 | 1926 | 1938 | 1949 | 1958 | 1970 | 1979 | 1989 | 2002 | 2010 | 2015 |
| ---- | ---------- | ---- | ---- | ---- | ---- | ---- | ---- | ---- | ---- | ---- | ---- | ---- | ---- | ---- |
| 150  | 476 и 212. | 917  | 1174 | 1117 | 1106 | 843  | 586  | 497  | 517  | 462  | 378  | 347  | 334  | 337  |

Национальный состав деревни: татары.

## Экономика
Жители работают преимущественно в «Агрофирме АЮ», занимаются полеводством, молочным скотоводством.

## Объекты образования
В селе действуют начальная школа, детский сад.

## Религиозные объекты
Мечеть.